# Équipe d'Angola féminine de basket-ball
Cet article traite de l'équipe féminine. Pour l'équipe masculine, voir Équipe d'Angola masculine de basket-ball.
Maillots
L'équipe d'Angola féminine de basket-ball est l'équipe nationale qui représente l'Angola dans les compétitions internationales féminines de basket-ball. Elle est placée sous l'égide de la Fédération angolaise de basket-ball (FAB). L'équipe est affiliée à la FIBA depuis 1979. Son surnom est "Palancas Negras", ce qui signifie « Antilopes noires ».
L'équipe d'Angola a remporté 2 fois l'Afrobasket, en 2011 et en 2013. Elle a également participé une fois aux Jeux olympiques et une fois à la coupe du monde. Elle a terminé à la 12e place lors de sa participation aux Jeux olympiques 2012 et a fini à la 16e place lors de la coupe de monde 2014.

## Résultats

### Palmarès
| Compétitions mondiales                             | Compétitions continentales |
| -------------------------------------------------- | --- |
| - Jeux olympiques - Néant - Coupe du monde - Néant | - AfroBasket (2) - Vainqueur en 2011 et 2013 - Troisième en 1981, 1986, 1994, 2007 et 2009 - Jeux africains - Finaliste en 1987 et 2011 - Troisième en 2007 et 2015 |

### Parcours en compétitions internationales

#### Jeux olympiques
| Année | Position           |      | Année         | Position |               | Année | Position |
| 1976  | Équipe inexistante | 1996 | Non qualifiée | 2016     | Non qualifiée |       |          |
| 1980  | Non qualifiée      | 2000 | Non qualifiée | 2020     | Non qualifiée |       |          |
| 1984  | Non qualifiée      | 2004 | Non qualifiée | 2024     | Non qualifiée |       |          |
| 1988  | Non qualifiée      | 2008 | Non qualifiée | 2028     | -             |       |          |
| 1992  | Non qualifiée      | 2012 | 12e           | 2032     | -             |       |          |

#### Coupe du monde
| Année | Position           |      | Année         | Position |               | Année | Position |
| 1953  | Équipe inexistante | 1979 | Non qualifiée | 2006     | Non qualifiée |       |          |
| 1957  | Équipe inexistante | 1983 | Non qualifiée | 2010     | Non qualifiée |       |          |
| 1959  | Équipe inexistante | 1986 | Non qualifiée | 2014     | 16e           |       |          |
| 1964  | Équipe inexistante | 1990 | Non qualifiée | 2018     | Non qualifiée |       |          |
| 1967  | Équipe inexistante | 1994 | Non qualifiée | 2022     | Non qualifiée |       |          |
| 1971  | Équipe inexistante | 1998 | Non qualifiée | 2026     | -             |       |          |
| 1975  | Équipe inexistante | 2002 | Non qualifiée | 2030     | -             |       |          |

#### AfroBasket
| Année | Position           |      | Année     | Position     |           | Année | Position |
| 1966  | Équipe inexistante | 1990 | 5e        | 2013         | Vainqueur |       |          |
| 1968  | Équipe inexistante | 1993 | 6e        | 2015         | 4e        |       |          |
| 1970  | Équipe inexistante | 1994 | Troisième | 2017         | 6e        |       |          |
| 1974  | Équipe inexistante | 1997 | 5e        | 2019         | 5e        |       |          |
| 1977  | Équipe inexistante | 2000 | 5e        | 2021         | 8e        |       |          |
| 1979  | Équipe inexistante | 2003 | 4e        | 2023         | 9e        |       |          |
| 1981  | Troisième          | 2005 | 6e        | 2025         | 10e       |       |          |
| 1983  | 6e                 | 2007 | Troisième | 2027         | -         |       |          |
| 1984  | 7e                 | 2009 | Troisième | Pays inconnu | -         |       |          |
| 1986  | Troisième          | 2011 | Vainqueur | Pays inconnu | -         |       |          |